# Tallusia
Tallusia es un género de arañas araneomorfas de la familia Linyphiidae. Se encuentra en la zona paleártica.

## Lista de especies
Según The World Spider Catalog 12.0:
- Tallusia bicristata Lehtinen & Saaristo, 1972
- Tallusia experta (O. Pickard-Cambridge, 1871)
- Tallusia forficala (Zhu & Tu, 1986)
- Tallusia pindos Thaler, 1997
- Tallusia vindobonensis (Kulczynski, 1898)